# 1876 en science
| Années de la science : 1873 - 1874 - 1875 - 1876 - 1877 - 1878 - 1879    |
| Décennies de la science : 1840 - 1850 - 1860 - 1870 - 1880 - 1890 - 1900 |

Cet article présente les faits marquants de l'année 1876 en science.

## Événements
- 10 janvier : le savant Nikolaus Otto dépose le brevet du premier moteur à essence à quatre temps à combustion interne[1].
- 14 février : les inventeurs américain Elisha Gray et britannique Alexander Graham Bell déposent le brevet du téléphone. La demande de Bell est accordée le  7 mars par l'Office américain des brevets, celle de Gray est refusée. La première expérience concluante est réalisée sur 3 km le 9 octobre entre Boston et Cambridge, puis sur 22 km le 12 février 1877 entre Boston et Salem en utilisant les fils du télégraphe[2].

- 10 mars :  première « conversation téléphonique » entre Alexander Graham Bell et son assistant Thomas Watson[3].

- 23 mars : le russe Iablotchkov fait breveter à Paris la première lampe à arc d’usage courant (lumière russe)[4].

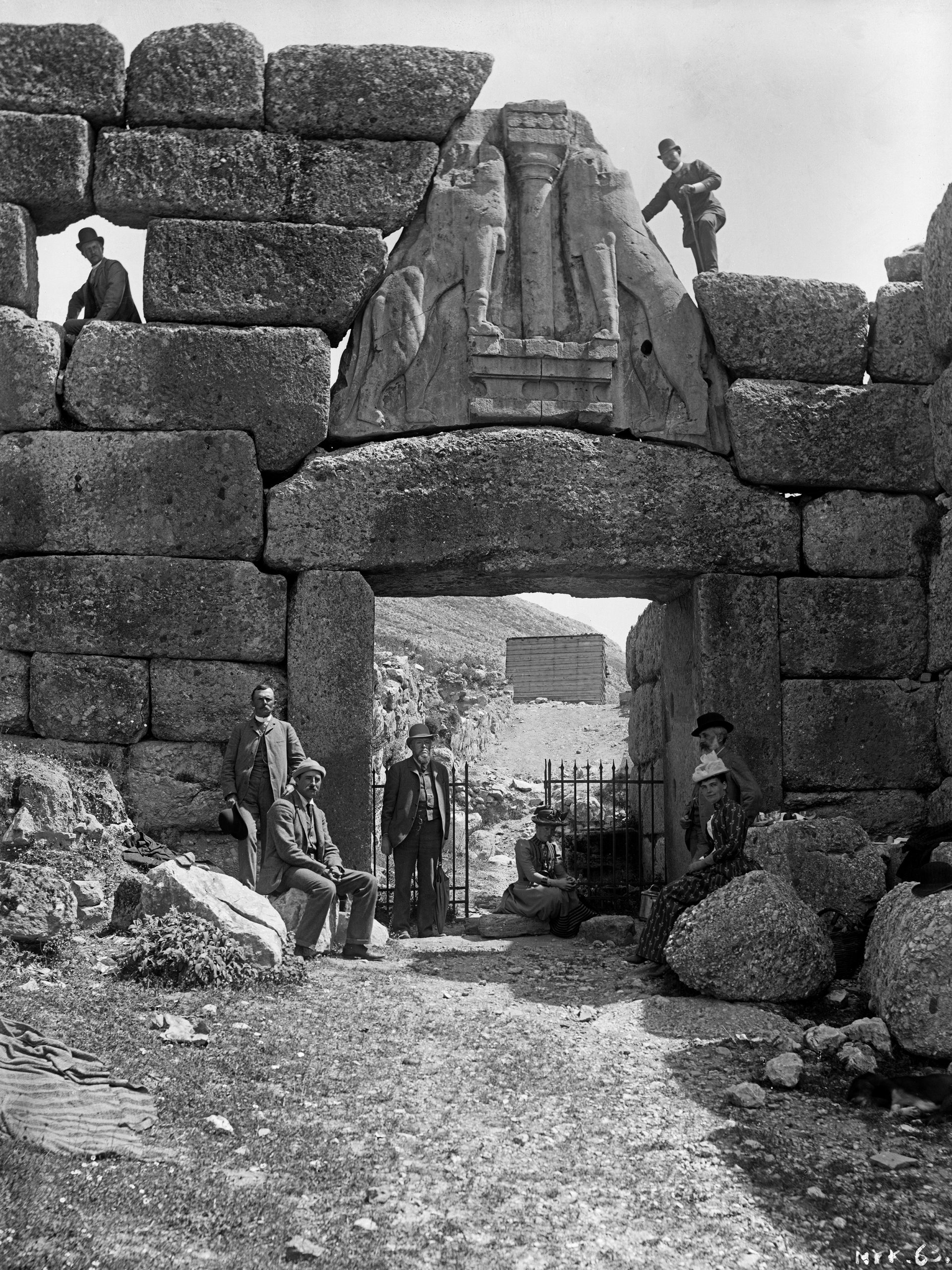
Heinrich Schliemann (en haut, à droite), à la porte des Lionnes (Mycènes), vers 1885.

- 7 août : l'archéologue allemand Heinrich Schliemann commence les fouilles des vestiges de Mycènes[5].

- 20 septembre - 25 décembre : Charles Tellier traverse l'Atlantique (Rouen-Buenos Aires) avec un bateau frigorifique de sa conception destiné à amener en Amérique du Sud des carcasses de bœufs, de moutons et de volailles congelées[6].

- 7 décembre - 2 janvier 1877 : l'astronome américain Asaph Hall observe la Grande tache blanche de Saturne et l'utilise pour calculer la période de rotation de la planète[7].

- James Thompson conçoit le principe de l'analyseur différentiel[8].
- Oskar Hertwig et Hermann Fol (1877) décrivent indépendamment l'un de l'autre (pour des œufs d'oursins de mer) l'entrée du sperme dans l'œuf et la fusion subséquente des noyaux de l’œuf et du sperme pour former un seul nouveau noyau[9].
- Robert Koch réussit à cultiver en laboratoire Bacillus anthracis, le bacille responsable du charbon[10].
- Le zoologiste allemand Oscar Hertwig découvre la méiose[11].

- Le bibliothécaire Melvil Dewey développe sa classification décimale de Dewey[12].

## Publications
- David Ferrier : The functions of the brain (« Les fonctions du cerveau »).
- Josiah Willard Gibbs : On the Equilibrium of Heterogeneous Substances, une compilation de ses travaux sur la thermodynamique et la chimie-physique qui développe le concept d'énergie libre pour expliquer les notions d'équilibre chimique.

## Prix
- Médailles de la Royal Society
  - Médaille Copley : Claude Bernard
  - Médaille royale : Charles Wyville Thomson, William Froude
  - Médaille Rumford : Pierre Jules Cesar Janssen

- Médailles de la Société géologique de Londres
  - Médaille Lyell : John Morris
  - Médaille Murchison : Alfred Richard Cecil Selwyn
  - Médaille Wollaston : Thomas Henry Huxley

## Naissances

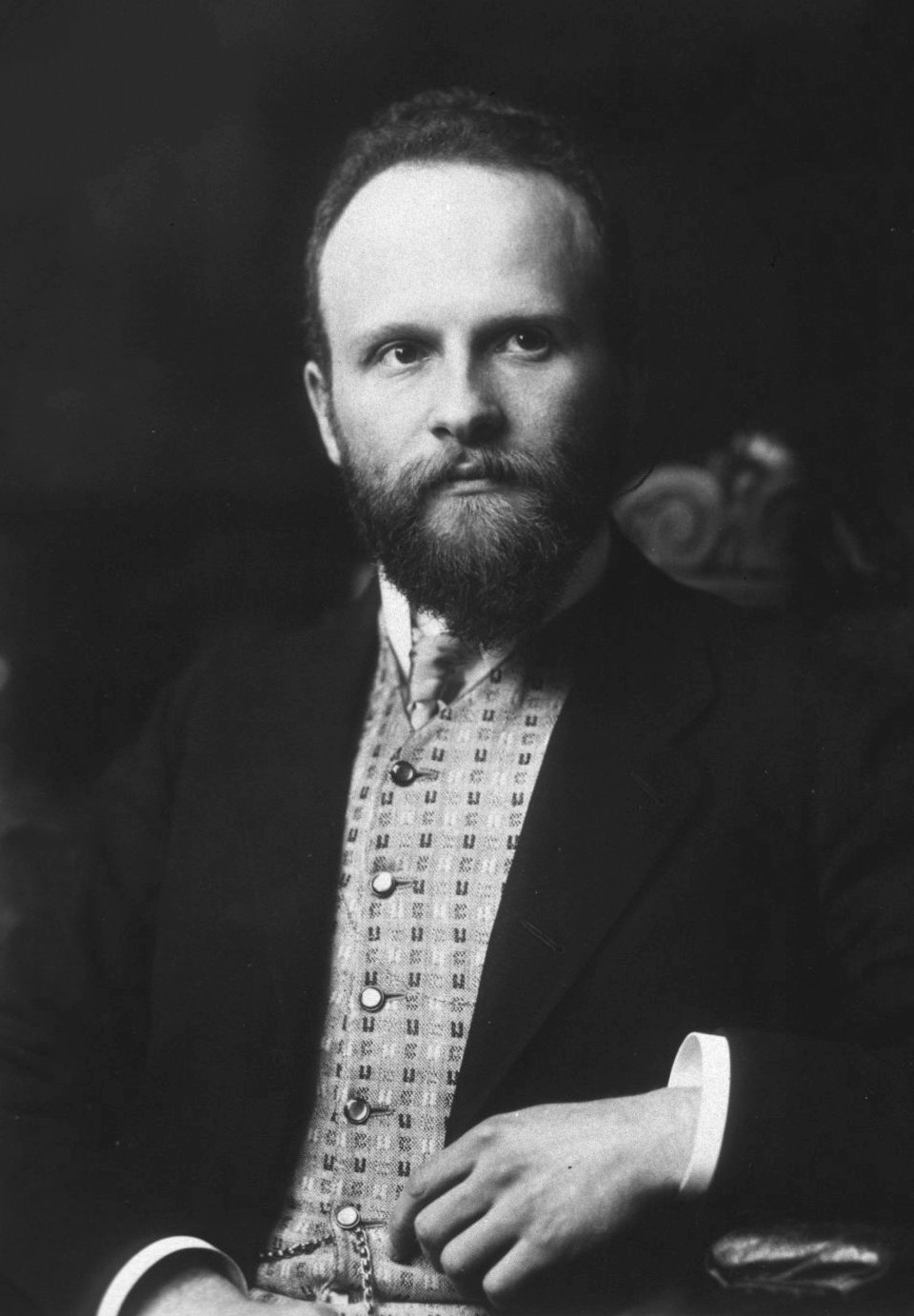
Robert Bárány

- 23 janvier : Otto Paul Hermann Diels (mort en 1954), chimiste allemand.
- 5 mars : Jean Roux (mort en 1939), zoologiste suisse.
- 7 mars : Edgar Evans (mort en 1912), explorateur britannique.
- 13 mars : Alfred Merlin (mort en 1965), historien, archéologue, numismate et épigraphiste français.
- 14 mars : Otto Röhm (mort en 1939), pharmacien allemand, cofondateur et directeur de l'entreprise Rohm and Haas
- 17 mars : Ernest Esclangon (mort en 1954), astronome et mathématicien français.
- 19 mars : Andrew Norman Meldrum (mort en 1934), chimiste écossais.
- 22 avril : Robert Bárány (mort en 1936), médecin autrichien, prix Nobel de physiologie ou médecine en 1914.
- 7 mai : Paul Rivet (mort en 1958), médecin et ethnologue français.
- 19 mai : William King Gregory (mort en 1970), paléontologue américain.
- 27 mai : Ferdynand Ossendowski (mort en 1945), universitaire, aventurier et écrivain polonais.
- 11 juin : Alfred Louis Kroeber (mort en 1960), anthropologue américain.
- 13 juin : William Gosset (mort en 1937), statisticien britannique.
- 15 juin : Nelson Annandale (mort en 1924), zoologiste et anthropologue écossais.
- 30 juin : Rudolph Martin Anderson (mort en 1961), zoologiste canadien.
- 8 juillet : Jean Thureau-Dangin (mort en 1942), ingénieur agronome et homme politique français.
- 16 juillet : Alfred Stock (mort en 1946), chimiste inorganicien allemand.
- 7 août : John August Anderson (mort en 1959), astronome américain.
- 24 août : Carl Wilhelm Wirtz (mort en 1939), astronome allemand.
- 26 septembre : Edith Abbott (morte en 1957), statisticienne et économiste américaine.
- 19 octobre : Walter Adolpho Ducke (mort en 1959), botaniste et ethnologue brésilien.
- 8 novembre : Louis Bernacchi (mort en 1942), physicien et astronome belge.
- 4 décembre : Justin Savornin (mort en 1970), géologue français.
- 9 décembre : Michel Lucius (mort en 1961), instituteur et géologue luxembourgeois.
- 20 décembre : Walter Sydney Adams (mort en 1956), astronome américain.
- 25 décembre : Adolf Windaus (mort en 1959), chimiste allemand, prix Nobel de chimie en 1928.

## Décès

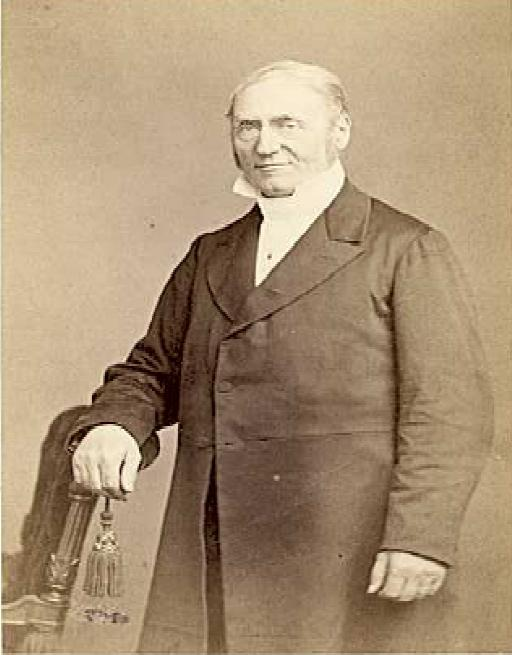
Théodore Nicolas Gobley

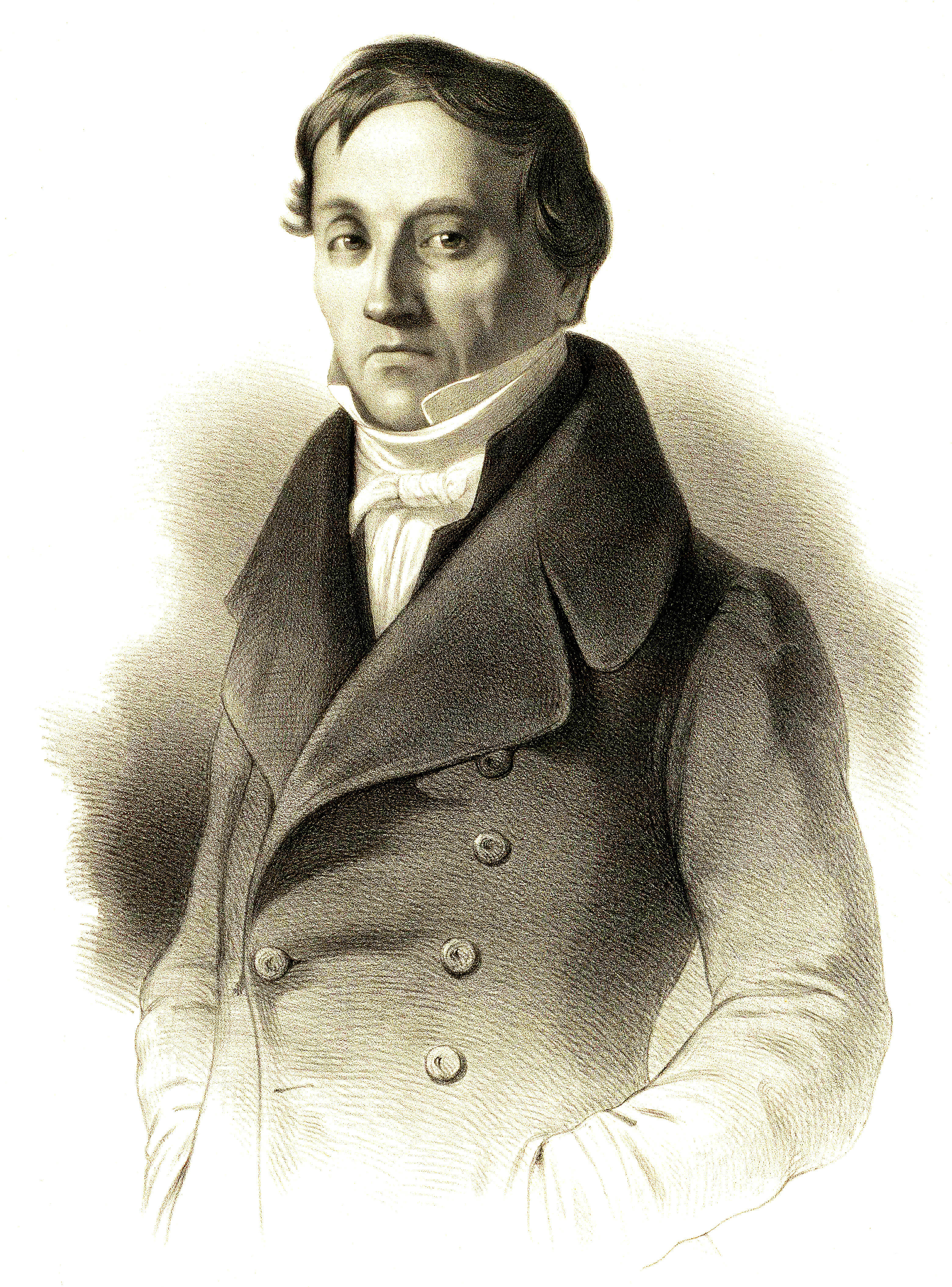
Karl Ernst von Baer

- 19 janvier : George Poulett Scrope (né en 1797), géologue et économiste britannique.
- 14 février : Charles Henry Dessalines d'Orbigny (né en 1806), botaniste et géologue français.
- 18 février : Adolphe Brongniart (né en 1801), botaniste français.
- 16 mars : Wolfgang Sartorius von Waltershausen (né en 1809), géologue allemand.
- 17 mars : Björn Gunnlaugsson (né en 1788), mathématicien et cartographe islandais.
- 30 mars : Antoine-Jérôme Balard (né en 1802), chimiste français.
- 27 juin : Christian Gottfried Ehrenberg (né en 1795), naturaliste et zoologiste allemand.
- 12 août : Eugène Dumortier (né en 1801), paléontologue français.
- 19 août : George Smith (né en 1840), assyriologue britannique.
- 1er septembre : Théodore Nicolas Gobley (né en 1811), chimiste français.
- 19 septembre : Antoine Bukaty (né en 1808), mathématicien, historien et ingénieur polonais.
- 10 octobre : Charles Sainte-Claire Deville (né en 1814), géologue et météorologue français.
- 22 novembre : Karl Eduard von Eichwald (né en 1795), naturaliste germano-balte.
- 26 novembre : Karl Ernst von Baer (né en 1792), biologiste germano-balte.
- 7 décembre : Hermann von Barth (né en 1845), alpiniste, géologue et botaniste allemand.